# Лопес, Хуан Мануэль (футболист)
Хуа́н Мануэ́ль Ло́пес Марти́нес (исп. Juan Manuel López Martinez; 3 сентября 1969, Мадрид) — испанский футболист, защитник. Выступал за сборную Испании. Олимпийский чемпион 1992 года.

## Карьера

### Клубная
Воспитанник «Атлетико Мадрид» Хуан Мануэль Лопес начал карьеру в резервной команде «матрасников» — «Атлетико Мадриленьо». 24 апреля 1991 года дебютировал в основе «Атлетико Мадрид». За 10 лет в команде провёл 156 матчей, забив три мяча

### Международная
На Олимпиаде-1992 в Барселоне Хуанма Лопес в составе олимпийской сборной Испании выиграл золотую медаль. 
Свой первый матч он сыграл 16 декабря 1992 против Латвии. Со сборной Испании он участвовал в чемпионате Европы 1996.

### Матчи Лопеса за сборную Испании
| Матчи Лопеса за сборную Испании | Матчи Лопеса за сборную Испании | Матчи Лопеса за сборную Испании | Матчи Лопеса за сборную Испании | Матчи Лопеса за сборную Испании | Матчи Лопеса за сборную Испании |
| №                               | Дата                            | Соперник                        | Счёт                            | Соревнование                    |                                 |
| ------------------------------- | ------------------------------- | ------------------------------- | ------------------------------- | ------------------------------- | ------------------------------- |
| 1                               | 9 сентября 1992                 | Англия                          | 1: 0                            | Товарищеский матч               |                                 |
| 2                               | 23 сентября 1992                | Латвия                          | 0: 0                            | Отборочные матчи ЧМ-1994        |                                 |
| 3                               | 14 октября 1992                 | Северная Ирландия               | 0: 0                            | Отборочные матчи ЧМ-1994        |                                 |
| 4                               | 14 октября 1992                 | Ирландия                        | 0: 0                            | Отборочные матчи ЧМ-1994        |                                 |
| 5                               | 27 января 1993                  | Мексика                         | 1: 1                            | Товарищеский матч               |                                 |
| 6                               | 19 января 1994                  | Португалия                      | 2: 2                            | Товарищеский матч               |                                 |
| 7                               | 24 апреля 1996                  | Норвегия                        | 0: 0                            | Товарищеский матч               |                                 |
| 8                               | 15 июня 1996                    | Франция                         | 1: 1                            | Чемпионат Европы 1996           |                                 |
| 9                               | 18 июня 1996                    | Румыния                         | 2: 1                            | Чемпионат Европы 1996           |                                 |
| 10                              | 22 июня 1996                    | Англия                          | 0: 0                            | Чемпионат Европы 1996           |                                 |
| 11                              | 30 апреля 1997                  | Югославия                       | 1: 1                            | Отборочные матчи ЧМ-1998        |                                 |

## Достижения
- Чемпион Испании: 1995/96
- Обладатель Кубка Испании: 1990/91, 1991/92, 1995/96.
- Финалист Суперкубка Испании: 1996